# Chappell Roan
Kayleigh Rose Amstutz, dite Chappell Roan, née le 19 février 1998 à Willard (Missouri), est une auteure-compositrice-interprète américaine.
Connue pour son esthétique camp et influencée par les drag queens, à la suite d'un échec commercial de son premier EP School Nights en 2017, elle connaît un succès mondial en 2024 grâce à sa chanson Good Luck, Babe! et la nouvelle reconnaissance de son premier album The Rise and Fall of a Midwest Princess, considéré comme un sleeper hit, et devient une figure culte de la pop lesbienne.
Nommée aux quatre récompenses les plus prestigieuses des Grammy Awards lors de la 67e cérémonie des Grammy Awards, elle remporte le Grammy Award du meilleur nouvel artiste.

## Jeunesse
Kayleigh Rose Amstutz naît le 19 février 1998 à Willard, dans le Missouri, aux États-Unis, aînée d'une fratrie de quatre enfants,,,,,. Sa mère, Kara Chappell, est vétérinaire, et son père, Dwight Amstutz, est ancien réserviste à la United States Navy Reserve et infirmier en unité de soins intensifs,,. Son oncle, Darin Chappell, est membre républicain de la Chambre des Représentants du Missouri.
Elle décrit son enfance et son éducation comme conservatrice et chrétienne : elle se rend à l'église trois fois par semaine et dans des camps d'été chrétiens,,,.
Vers l'âge de 10 ans, elle commence à jouer du piano et prend des leçons à 12 ans,. Elle se représente publiquement pour la première fois à l'âge de 13 ans lors du concours de talents de son école, avant d'auditionner pour America's Got Talent l'année suivante, n'étant cependant pas retenue. Elle publie des reprises sur YouTube à l'âge de 14 ans, ce qui attire l'attention de plusieurs labels discographiques,. Le début « chaotique » de sa carrière musicale lui fait rater de nombreux moments de son adolescence, comme son bal de promo ou sa remise des diplômes,.

## Carrière

### Débuts(2015–2021)
Chappell Roan ouvre sa chaîne YouTube en 2013 et y poste principalement des reprises, tout en se représentant dans sa ville natale ainsi qu'à Springfield de 2012 à 2015. En novembre 2014, elle publie sa première composition originale, Die Young, sous le nom de Kayleigh Rose, puis voyage à New York, où elle signe chez Atlantic Records en mai 2015,,,. En 2016, elle prend le nom de scène Chappell Roan en hommage à son grand-père, Dennis K. Chappell, qui décède des suites d'une tumeur du cerveau la même année, et à la chanson favorite de ce dernier, The Strawberry Roan de Curley Fletcher,,.
Le 3 août 2017, Chappell Roan sort son premier single, Good Hurt, bien reçu par la critique, qui loue « sa maturité saisissante et sa voix étonnamment intense »,. Le 22 septembre 2017, elle sort son premier EP, School Nights, et accompagne Vance Joy lors de sa tournée,. L'année suivante, elle déménage à Los Angeles, où elle vit pour la première fois une vie ouvertement queer. De janvier à mars 2018, elle accompagne Declan McKenna lors de sa tournée américaine. La même année, elle commence sa collaboration avec le compositeur et producteur musical Dan Nigro.
En avril 2020, elle sort le single Pink Pony Club, inspiré par un bar gay de West Hollywood, produit par Dan Nigro, accompagné d'un clip réalisé par Griffin Stoddard, puis deux singles, Love Me Anyway et California, en mai 2020,,,. Cependant, les sorties n'étant pas assez rentables pour Atlantic Records, Chappell Roan est retirée du label en août de la même année,. Malgré le succès de Pink Pony Club, elle commence alors des petits boulots, comme assistante de production ou vendeuse, puis retourne vivre dans le Missouri quand Dan Nigro se détourne d'elle et commence à travailler avec Olivia Rodrigo pour son album Sour à la suite du succès de Drivers License,,,,.

### The Rise and Fall of a Midwest Princess: consécration(2022–2024)
En février 2022, Chappell Roan signe un contrat avec Sony et travaille de nouveau avec Dan Nigro pour écrire et sortir Naked in Manhattan, sa première sortie en tant qu'artiste indépendante,. Elle enregistre également des chœurs sur trois chansons d'Olivia Rodrigo, avant de l'accompagner en première partie de sa tournée, expérience qu'elle réitère avec Fletcher,,,. La même année, elle sort les singles Femininomenon et Casual,.
En 2023, elle commence sa première tournée, le Naked in North America Tour, chaque date ayant un thème précis, pour lesquelles elle confectionne ses costumes,,,. Inspirée par Orville Peck, elle choisit des drag queens pour ses premières parties. La tournée reçoit des critiques positives, qui comparent son énergie à celles des débuts de Lorde et de Billie Eilish,. La même année, elle sort les singles Kaleidoscope, Red Wine Supernova et Hot to Go!,.
Le 22 septembre 2023, The Rise and Fall of a Midwest Princess, son premier album, sort, accompagné de sa deuxième tournée, The Midwest Princess Tour,,. L'album est considéré par de nombreuses critiques comme l'un des meilleurs albums de l'année 2023,,,,,.
De février à avril 2024, elle fait la première partie d'Olivia Rodrigo lors des dates américaines du Guts World Tour, ce qui fait augmenter ses écoutes sur les plateformes de streaming de 32%, et apparaît dans The Late Show with Stephen Colbert,,.
En avril 2024, Chappell Roan sort le single Good Luck, Babe!, qui dénoncé l'hétéronormativité, qu'elle décrit comme « la première chanson d'un nouveau chapitre »,. Elle reçoit sept millions d'écoutes la première semaine et apparaît soixante-dix-septième au Billboard Hot 100 ; en juin, elle atteint le top 20, puis le top 6 en août,,. Le succès viral de la chanson permet à son album d'être propulsé mondialement : en juin 2024, l'album atteint le top 10 du Billboard 200, puis la deuxième place en août,. Toujours en avril 2024, elle participe au Coachella Festival et voit son nombre d'auditeurs mensuels augmenter de 500% sur Spotify,,.
En juin de la même année, elle annonce avoir refusé une invitation de la Maison-Blanche pour se représenter lors du Mois des fiertés LGBTQ : « Nous voulons la liberté et la justice pour tous. Quand vous ferez ça, alors je viendrai. », mentionnant le conflit israélo-palestinien et les droits transgenres,. Plus tard, elle révèle avoir voulu y participer et y réciter de la poésie palestinienne, mais a finalement refusé après une discussion avec son agent, qui, bien que coopératif, avait peur pour la sécurité de la chanteuse et celle de sa famille.
En septembre 2024, Chappell Roan reçoit le MTV Video Music Award du meilleur nouvel artiste, qu'elle dédie à la communauté queer et transgenre. En octobre, elle est pour la première fois à la première place du Billboard Artist 100, ce qui coïncide avec la meilleure semaine de ventes de son album. Le 2 novembre 2024, elle présente une nouvelle chanson country, The Giver, lors du Saturday Night Live. Le 6 décembre 2024, elle apparaît dans le film A Nonsense Christmas with Sabrina Carpenter.

### The Giver(depuis 2025)
En janvier 2025, Chappell Roan remporte le Sound of 2025 de la BBC.
En février, lors de la 67e cérémonie des Grammy Awards, elle remporte le Grammy Award du meilleur nouvel artiste, appelant dans son discours les labels discographiques à assurer un salaire décent et une assurance maladie aux artistes. The Rise and Fall of a Midwest Princess est également nommé au Grammy Award de l'album de l'année et du meilleur album vocal pop, tandis que Good Luck, Babe! est nommée au Grammy Award de l'enregistrement de l'année, de la chanson de l'année et de la meilleure prestation pop solo.
Le 14 mars 2025, Chappell Roan sort officiellement sa chanson The Giver, sa première sortie musicale depuis Good Luck, Babe! un an plus tôt. La chanson The Subway sort le 1er août 2025 et est accompagnée d'un clip.

## Style
Chappell Roan écrit la plupart de ses chansons avec des coauteurs, en particulier avec Dan Nigro, son producteur, sa chanson Kaleidoscope étant la seule de son album à avoir été écrite par elle seule,,. Elle décrit son style en 2018 comme un mélange de son organiques et électroniques et comme « de la pop sombre avec des accents de ballades »,. Son personnage étant une version exagérée d'elle-même, elle se décrit également comme « la version conte de fées de ce qui arrive dans la vraie vie ».

### Inspirations
Chappell Roan cite Kate Bush comme sa principale influence,. Plusieurs autres de ses inspirations incluent Abbey Watkins, le film Les Proies et des artistes comme alt-J, Stevie Nicks, Ellie Goulding, Karen Carpenter, Lorde et Lana Del Rey,,,. Elle dit avoir été inspirée à écrire sa propre musique grâce à la chanson Stay de Rihanna et que des artistes comme Lady Gaga et Nicki Minaj l'ont inspirée pour leur attitude et la confiance que leur musique inspirait à leur public,. Des artistes comme Katy Perry, Kesha, Britney Spears et Pink l'inspirent pour créer son personnage,. Elle est également une grande admiratrice d'Ariana Grande.

Son style capillaire et son maquillage s'inspirent principalement du drag, citant par exemple Violet Chachki comme influence, mais également des Club Kids, de Boy George, du punk rock des années 1980 et de Vivienne Westwood,,. Elle se décrit elle-même comme une drag queen :
Je n'ai jamais compris pourquoi les femmes n'auraient pas le droit de faire du drag parce que, oui, je fais du drag ! J'ai l'impression qu'ils n'aiment pas quand les femmes font certaines choses. Comme toujours, les hommes disent aux femmes ce qu'elles doivent faire. Essaie un peu de me dire ce que je dois faire ! Je suis une drag queen, que ça te plaise ou non que les femmes puissent l'être.

## Influence culturelle
Le succès viral de Chappell Roan fait d'elle d'une « icône populaire queer », « une superstar en devenir » et « une performeuse visionnaire », et est créditée comme la meneuse du « renouveau de la pop lesbienne »,,,. Louée pour son « authenticité sans complexes » « presque punk » et « l'expression de son identité queer et de sa féminité », elle aide à normaliser les discussions sur l'hétéronormativité et le regard masculin dans la musique : Rolling Stone va jusqu'à dire que « c'est comme regarder Michel-Ange construire le David en temps réel »,,,,,.
Elle se décrit lors du Coachella Festival comme « l'artiste préférée de ton artiste préféré », en référence à la drag queen Sasha Colby : en juillet 2024, cette dernière la fait rejoindre la House of Colby en tant que sa drag daughter,.
En août 2024, la campagne présidentielle de Kamala Harris sort une casquette au design similaire à celui du merchandising de Chappell Roan. La chanteuse répond en disant refuser soutenir la campagne de Kamala Harris lors de l'élection présidentielle américaine de 2024, mais tout de même voter pour elle, arguant que « soutenir et voter sont deux choses complètement différentes »,. À la suite de la polémique de sa déclaration, elle ajoute : « J'emmerde vraiment Donald Trump, mais j'emmerde aussi plusieurs décisions du parti démocrate qui ont déçu des gens comme vous et moi – et plus généralement, la Palestine, et plus encore, chaque communauté marginalisée dans le monde. »,

## Vie privée
Chappell Roan vit actuellement à Los Angeles, en Californie. Malgré d'anciennes relations hétérosexuelles, elle se définit comme lesbienne,,,. En septembre 2024, elle annonce entretenir une relation avec une femme anonyme et extérieure à l'industrie musicale. Malgré son éducation chrétienne, elle ne s'identifie pas comme religieuse et dit que sa relation avec la religion évolue.
À l'âge de 22 ans, elle est diagnostiquée bipolaire de type II et explique que l'idée de devenir une « pop-star kitsch » est une solution apportée à son enfant intérieur pendant sa thérapie,,. Elle compare sa relation avec son nom de scène et son drag à Hannah Montana, « plus ouverte et confiante, surtout en ce qui concerne le sexe »,,,,,,.

## Filmographie

### Cinéma
- 2024 :
  - Olivia Rodrigo: Guts World Tour : elle-même
  - A Nonsense Christmas with Sabrina Carpenter : elle-même

### Télévision
- 2024 : Saturday Night Live : elle-même (invitée, saison 50, épisode 5)
- 2025 : RuPaul's Drag Race All Stars : elle-même (juge invitée, saison 10, épisode 5)

## Discographie

### Albums studio
- 2023 : The Rise and Fall of a Midwest Princess

### E.P.
- 2017 : School Nights

### Singles
- 2017 : Good Hurt
- 2018 :
  - Bitter
  - School Nights
- 2020 :
  - Pink Pony Club
  - Love Me Anyway
  - California
- 2022 :
  - Naked in Manhattan
  - My Kink Is Karma
  - Femininomenon
  - Casual
- 2023 :
  - Kaleiodoscope
  - Red Wine Supernova
  - Hot to Go!
- 2024 : Good Luck, Babe!
- 2025 : 
  - The Giver
  - The Subway

## Distinctions

### Récompenses
- 2024 :
  - Billboard Music Awards : Meilleur nouvel artiste
  - MTV Video Music Awards : Meilleur nouvel artiste
- 2025 :
  - BBC Sound of... : BBC Sound of 2025
  - Brit Awards :
    - Meilleure chanson internationale pour Good Luck, Babe!
    - Meilleur artiste international

  - Grammy Awards : Meilleur nouvel artiste

### Nominations
- 2024 :
  - ARIA Music Awards : Meilleur artiste international
  - Billboard Music Awards : Meilleure artiste féminine
  - MTV Europe Music Awards :
    - Meilleure chanson pour Good Luck, Babe!
    - Meilleur nouvel artiste

  - MTV Video Music Awards :
    - Chanson de l'été pour Good Luck, Babe!
    - Meilleure prestation pour Red Wine Supernova

  - NRJ Music Awards : Révélation internationale de l'année
- 2025 :
  - Grammy Awards :
    - Album de l'année pour The Rise and Fall of a Midwest Princess
    - Chanson de l'année pour Good Luck, Babe!
    - Enregistrement de l'année pour Good Luck, Babe!
    - Meilleur album vocal pop pour The Rise and Fall of a Midwest Princess
    - Meilleure prestation pop solo pour Good Luck, Babe!

  - iHeartRadio Music Awards :
    - Artiste pop de l'année
    - Meilleur nouvel artiste pop
    - Meilleure tournée pour The Midwest Princess Tour
    - Meilleures paroles pour Good Luck, Babe!